# 永代橋

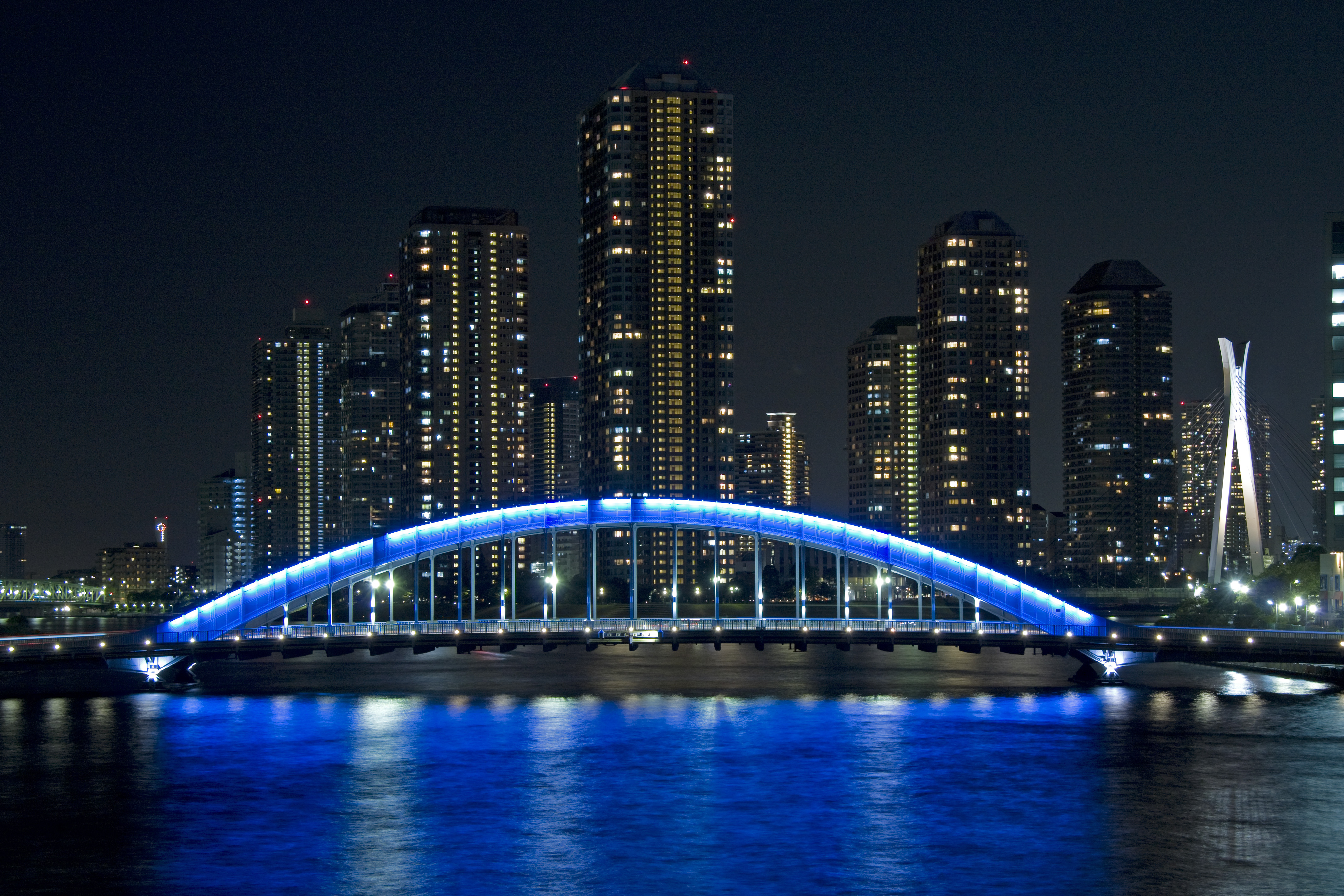
ライトアップされた永代橋（2008年11月）。

江戸時代の永代橋と佃島（歌川広重画）

永代橋（えいたいばし）は、隅田川にかかる橋。東京都道・千葉県道10号東京浦安線（永代通り）を通す。西岸は中央区新川一丁目、東岸は江東区佐賀一丁目及び同区永代一丁目。下流側には東京メトロ東西線が通る。日の入りから21時まで青白くライトアップされる。国の重要文化財（建造物、2007年指定）。

## 橋の概要
- 構造形式
  - 中央径間: 下路式スチールアーチ橋
  - 両側: 鋼桁橋
- 工法 ニューマチックケーソン工法（日本初）[4]
- 橋長 184.7 m
- 幅員 25.0 m
- 着工 1923年（大正12年）12月
- 竣工 1926年（大正15年）12月20日
- 施工主体 東京市復興局
- 設計 田中豊原案、竹中喜忠設計（意匠面では建築家の山田守や山口文象（岡村蚊象）の関与があった）
- 橋桁製作 神戸川崎造船所
- 施工 太丸組/間組

## 歴史

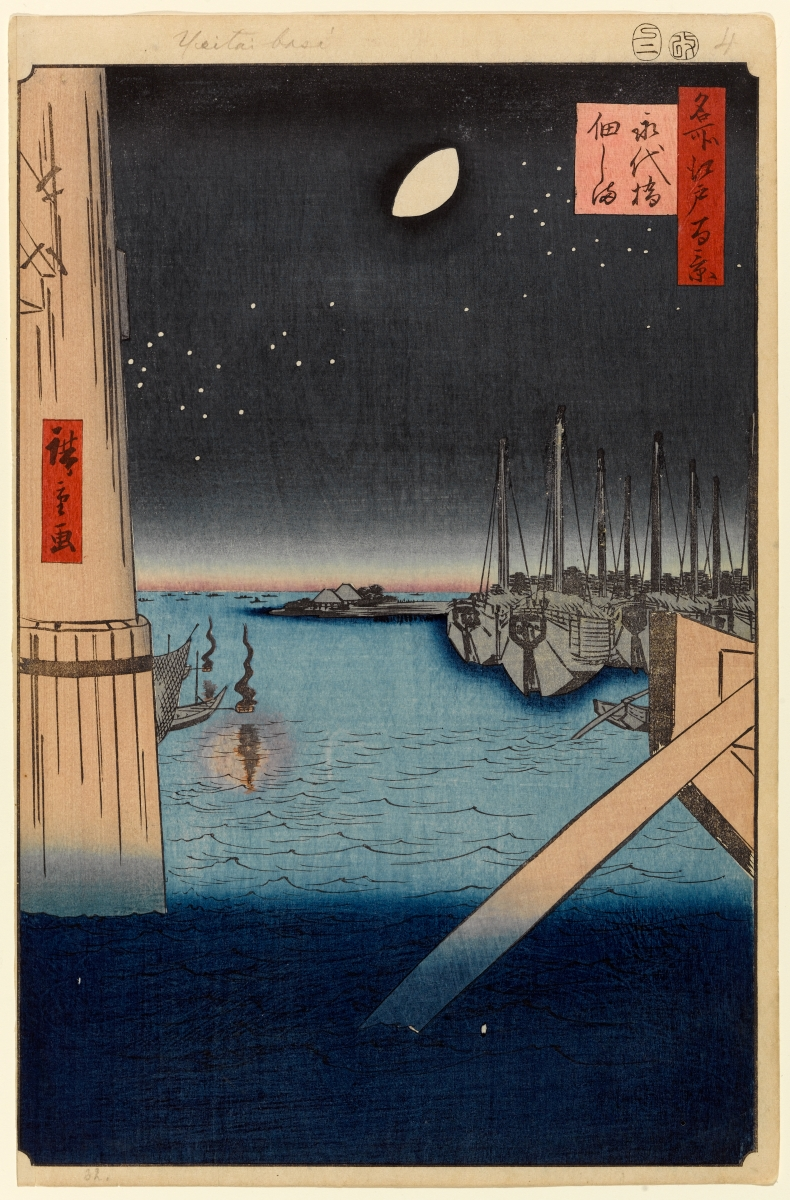
永代橋、佃島、廻船（歌川広重画）

### 江戸期の創架
創架は元禄11年（1698年）8月1日で、徳川家康の江戸入府から江戸時代にかけて隅田川に架橋された5つの橋のうち、4番目となる。架橋は江戸幕府5代将軍徳川綱吉の誕生から50歳を祝う記念事業として、関東郡代の伊奈忠順の指導で行われた。
架橋には上野寛永寺根本中堂造営の際の余材を使ったとされる。場所はもともと大渡し（深川の渡し）があったところで、現在の橋がある位置よりも100mほど上流（西岸中央区日本橋箱崎町、東岸江東区佐賀一丁目付近）にあった。当時の隅田川の最下流河口、ほぼ江戸湊の外港だったところで、多数の廻船が通過し、付近には船手番所も置かれていた。したがって船の通行を阻害しないように完成した橋は、当時としては最大規模の大橋として造られた。橋脚は満潮時でも水面から3m以上あり、長さ110間（約200m）、幅3間余（約6m）、橋上からは「西に富士、北に筑波、南に箱根、東に安房上総」と称されるほど見晴らしの良い場所であったと記録（『武江図説』）に残っている。
「永代橋」という名称は、架橋された江戸対岸に元あった中洲の永代島（現在の江東区富岡。ここには既に永代寺が創建されている）にちなむ。江戸幕府が末永く代々続くようにという後から附けられた慶賀名という俗説もある。
元禄15年（1702年）12月の赤穂浪士の吉良上野介屋敷（所在地は現墨田区両国）への討ち入りでは、討ち入り後に上野介の首を掲げて永代橋を渡り、泉岳寺へ向ったという。

### 文化年間の落橋事故
架橋から20年ほど経った頃、財政が窮乏した江戸幕府は享保4年（1719年）に永代橋の維持管理を諦めて廃橋を決定する。しかし町民衆の嘆願により、橋梁維持に伴う諸経費を町方が全て負担することを条件に存続を許された。町方は、橋の通行料を取り、また橋詰にて市場を開いて収益を上げるなど費用を工面して維持に努めた。
文化4年8月19日（1807年9月20日）、深川富岡八幡宮で12年ぶりの祭礼日（深川祭）が行われた。久しぶりの祭礼に江戸市中から多くの群衆が橋を渡って深川に押し寄せた。ところが、詰めかけた群衆の重みに橋が耐え切れず、橋の中央部よりやや東側の部分で数間ほどが崩れ落ちた。後ろからの群衆は崩落に気が付かず続々と押し寄せ、崩落部分から雪崩をうつように転落、死傷者・行方不明者を合わせると実に1400人を超える大惨事となった。これは史上最悪の落橋事故と言われている。この事故について、大田南畝が下記の狂歌や『夢の憂橋』を著している。
永代と かけたる橋は 落ちにけり きょうは祭礼 あすは葬礼
古典落語の『永代橋』という噺もこの落橋事故を元にしている。南町奉行組同心の渡辺小佐衛門が、刀を振るって群集を制止させたという逸話も残っている。曲亭馬琴は『兎園小説』に「前に進みしものの、橋おちたりと叫ぶをもきかで、せんかたなかりしに、一個の武士あり、刀を引抜きてさし上げつつうち振りしかば、人みなおそれてやうやく後へ戻りしとぞ」と書いている。
落橋事故後、交通の要衝としての橋の維持に幕府も理解を示し、再び架橋された。

### 日本初の鉄橋

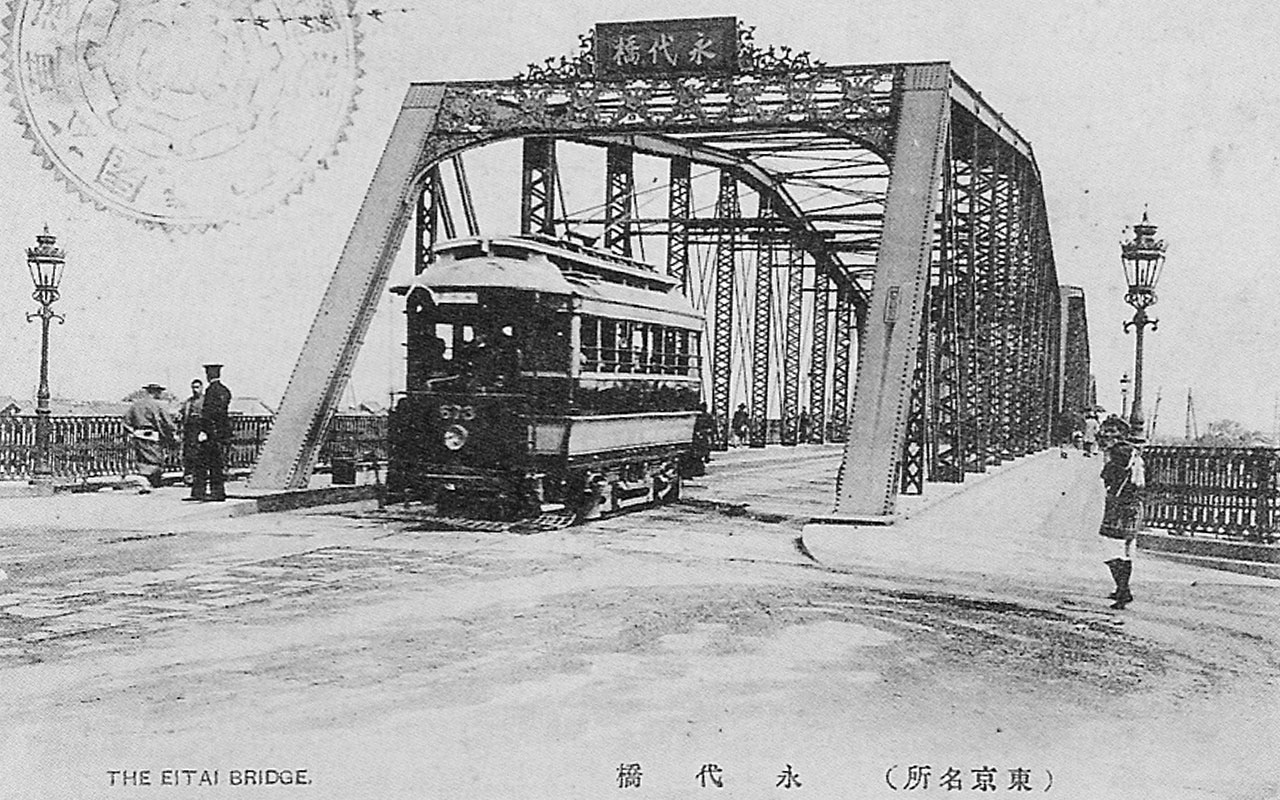
1897年完成の旧永代橋。

明治維新を迎える頃には老朽化。1871年（明治4年）7月8日（旧暦）には、高潮で橋が破損したするなどしたこともあり、代替となる橋を下流に新たに作る計画が立案された。1897年（明治30年）、道路橋としては日本初の鉄橋として鋼鉄製のトラス橋が、東京市側は日本橋川を挟んで対岸の現在の場所に再架橋され、それまでの旧い永代橋は廃止された。頑丈な構造から、1904年（明治37年）には東京市街鉄道（後の東京都電）による路面電車も敷設された（1972年（昭和47年）11月に廃止）。
大正期までに隅田川には5つの鉄橋が架橋されていたが、その多くが橋底の基部や橋板に木材を使用していた。このため、1923年（大正12年）の関東大震災では永代橋、厩橋、吾妻橋が炎上し、巻き込まれた避難民は多数が焼死、あるいは溺死した。両国橋、新大橋も木材を使用した構造だったが、焼失を免れて避難路として機能した。
1926年（大正15年）に震災復興事業により隅田川の9橋の再架橋が決まり、現在の橋梁が再架橋された。工事には当時としては珍しい潜函工法も用いられている。同年12月20日に完成し、翌々日の12月22日に開橋式が執り行われた。「震災復興事業の華」と謳われた清洲橋に対して、「帝都東京の門」と言われたこの橋はドイツの ライン川に架かっていたルーデンドルフ鉄道橋（レマゲン鉄橋）をモデルにし、現存最古のタイドアーチ橋かつ日本で最初に径間長100 mを超えた橋でもある。帝都復興院で橋梁を担当した田中豊、太田圓三らが技術とデザインの両立に腐心した成果であり、東京大学工学部1号館に架橋当時の永代橋のレプリカモデルが存在する。

### 文化遺産として
2000年（平成12年）に清洲橋と共に土木学会の「第一回土木学会選奨土木遺産」に選定された。
2007年（平成19年）6月18日、永代橋は都道府県の道路橋として初めて同じ隅田川に架かる勝鬨橋・清洲橋と共に国の重要文化財（建造物）に指定された。

### 東京メトロ東西線について
地図によっては永代橋の下を東京メトロ東西線が通過しているが、これは不正確で、実際の東西線は永代橋の約25 m下流側を通過している。また、同線の建設では過去に架設されていた旧永代橋の橋台や橋脚が支障し、取り壊しや基礎杭の撤去作業に多大な労力を要したという。

## 航行量
永代橋の航行量は1921年3月5日（7:00～17:00）には688隻だったが、2014年8月27日（8:00～20:00）には174隻となり、約100年で4分の1になった。

## 隣の橋
- 隅田川
（上流） - 清洲橋 - 隅田川大橋 - 永代橋 - 中央大橋 / 相生橋 - 佃大橋 - （下流）

## 永代橋が登場する作品
小説
- 杉本苑子『永代橋崩落』〈中公文庫〉1992年（原著1988年）。ISBN 978-4-12-201900-3。
- 池波正太郎『鬼平犯科帳』文春文庫〈鬼平犯科帳〉。ISBN 978-4-16-714259-9。[12]

映画
- 『日本沈没』
  - 1973年の映画版に登場。第二関東大震災の本震でねじれて崩壊した[13]。

ドラマ
- 『いつかまた逢える』